# Hermann Kirschstein
Hermann Kirschstein (geboren 19. September 1929 in Oppeln) ist ein deutscher Ingenieur und früherer Volkskammerabgeordneter für den Freien Deutschen Gewerkschaftsbund (FDGB).

## Leben
Kirschstein stammt aus der preußischen Provinz Oberschlesien und ist der Sohn eines Angestellten. Nach dem Besuch der Volksschule und anschließend der Oberschule erlernte er von 1936 bis 1946 mit kriegsbedingter Unterbrechung den Beruf eines Technischen Zeichners. Von 1950 bis 1953 besuchte er die Ingenieurschulen in Köthen und in Karl-Marx-Stadt. Dort erlangte er den Abschluss als Ingenieur. 1962 nahm er ein Fernstudium an der Technischen Hochschule Magdeburg auf. Später wurde er Technischer Direktor im VEB Kranbau Köthen.

## Politik
Kirschstein trat 1947 in den FDGB ein. 1956 wurde er Mitglied der SED. In den beiden Wahlperioden von 1963 bis 1967 und von 1967 bis 1971 war er Mitglied der FDGB-Fraktion in der Volkskammer der DDR.

## Auszeichnungen
- Aktivist
- Verdienter Techniker des Volkes
- Artur-Becker-Medaille in Silber